# Wimbledon Dons
Wimbledon Dons – angielski klub żużlowy z siedzibą w Londynie, w dzielnicy Wimbledon, działający w latach 1928–2005. 

## Historia
Klub powstał w 1928 roku i funkcjonował do roku 1991. Następnie został reaktywowany w 2002 roku i przez 3 sezony występował w najniższej klasie rozgrywkowej tzw. Conference League. 
7-krotny mistrz Anglii (1954, 1955, 1956, 1958, 1959, 1960 i 1961). 
W klubie występowało dwóch polskich żużlowców, wychowanków Stali Gorzów Wielkopolski: Edward Jancarz (1977–1982) i Jerzy Rembas (1981).

## Wyróżniający się zawodnicy

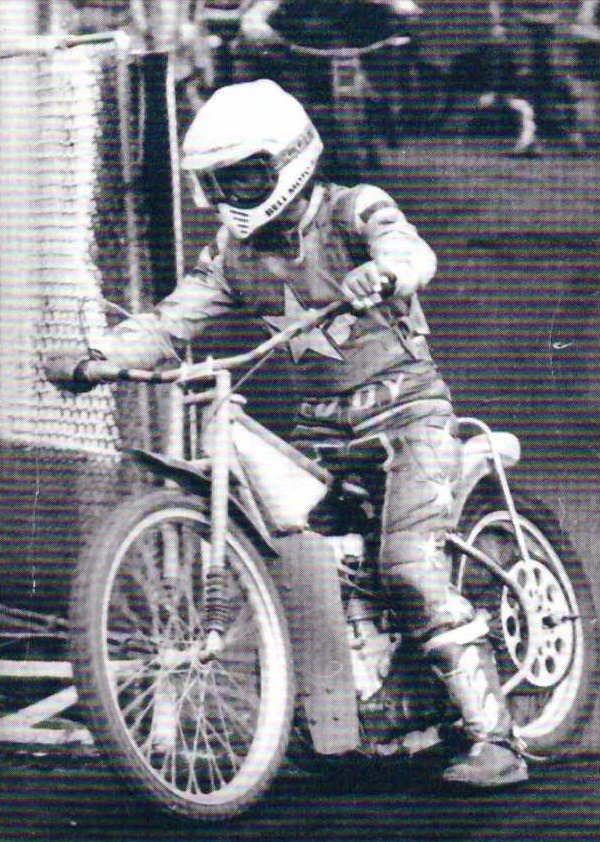
Edward Jancarz reprezentujący Wimbledon Dons

- Barry Briggs
- Cyril Brine
- Vic Duggan
- Andy Grahame
- Oliver Hart
- Trevor Hedge
- Dicky Case
- Vic Huxley
- Edward Jancarz
- Tommy Jansson
- Gus Kuhn
- Wilbur Lamoreaux
- Geoff Mardon
- Ivan Mauger
- Garry Middleton
- Rick Miller
- Cyril Maidment
- Ronnie Moore
- Olle Nygren
- Dave Jessup
- Gordon Kennett
- John Davis
- Roger Johns
- Kai Niemi
- Bobby Ott
- Norman Parker
- Geoff Pymar
- Jerzy Rembas
- Colin Richardson
- Larry Ross
- Malcolm Simmons
- Kelvin Tatum
- Roy Trigg
- Todd Wiltshire